# فينسان كوزيللو
فينسان كوزيللو (بالفرنسية: Vincent Koziello)‏ (28 أكتوبر 1995 فرنسا - ) هو لاعب كرة قدم فرنسي، يلعب كلاعب وسط.

## روابط خارجية
- فينسان كوزيللو على موقع رابطة كرة القدم الفرنسية للمحترفين (الإنجليزية)
- فينسان كوزيللو على موقع قاعدة بيانات كرة القدم.إي يو (الإنجليزية)
- فينسان كوزيللو على موقع ليكيب (الفرنسية)
- فينسان كوزيللو على موقع Soccerway.com (الإنجليزية)
- فينسان كوزيللو على موقع عالم كرة القدم.نت (الإنجليزية)
- فينسان كوزيللو على موقع AS.com (الإسبانية)